# Premios Laureus
Los Premios Laureus World Sports son los galardones anuales que concede la Academia Laureus World Sports a los mejores deportistas del mundo por los méritos contraídos durante el año anterior, tanto de forma individual como colectiva. Entregados por primera vez en el año 2000, los ganadores son escogidos por los 42 miembros de la Academia, ex deportistas de élite de reconocido prestigio.
Se entregan en siete categorías: Mejor deportista (hombre) mundial del año, Mejor deportista (mujer) mundial del año, Equipo mundial del año, Mejor promesa mundial del año, Mejor reaparición mundial del año, Mejor deportista discapacitado mundial del año y Mejor deportista de deportes alternativos mundial del año.
Considerados como los «Premios Óscar» del deporte, la entrega se hace en una gala, desarrollada cada año en una ciudad diferente, retransmitida por televisión a más de 190 países. Las últimas galas han tenido una audiencia televisiva de 110 millones de telespectadores en todo el mundo. Además de los deportistas nominados, a la gala suelen asistir otras grandes figuras del deporte, ex deportistas de élite, así como grandes personalidades del mundo de la política, la economía y la sociedad.
Entre los años 2006 y 2007, la ciudad española de Barcelona acogió la gala anual, que contó con la asistencia del Rey Juan Carlos I. La ceremonia del año 2008 pasó a la ciudad rusa de San Petersburgo. En el año 2009, por motivos económicos, no se celebró la gala entregándose a nivel individual. Entre los años 2010 y 2011, se volvió a celebrar la gala teniendo lugar en el Palacio Emirates de Abu Dhabi. En la edición del año 2012, la ceremonia de entrega se celebró en Londres, coincidiendo con la ciudad anfitriona de los Juegos Olímpicos.
Los miembros del jurado son:
| - Giacomo Agostini - Marcus Allen - Boris Becker - Raúl González - Ian Botham - Serguéi Bubka - Cafú - Fabian Cancellara - Sebastian Coe - Nadia Comaneci - Alessandro Del Piero - Yaping Deng - Marcel Desailly - Kapil Dev - Mick Doohan | - David Douillet - Rahul Dravid - Luís Figo - Emerson Fittipaldi - Sean Fitzpatrick - Dawn Fraser - Cathy Freeman - Ryan Giggs - Ruud Gullit - Tanni Grey-Thompson - Marvin Hagler - Mika Häkkinen - Tony Hawk - Maria Höfl-Riesch - Mike Horn - Chris Hoy - Miguel Induráin | - Michael Johnson - Kip Keino - Franz Klammer - Lennox Lewis - Tegla Loroupe - Dan Marino - Yao Ming - Edwin Moses (Presidente) - Nawal El Moutawakel - Li Na - Robby Naish - Ilie Nastase - Martina Navratilova - Alekséi Nemov - Jack Nicklaus - Brian O'Driscoll - Gary Player | - Morné du Plessis - Hugo Porta - Carles Puyol - Steve Redgrave - Viv Richards - Mónica Seles - Mark Spitz - Sachin Tendulkar - Daley Thompson - Alberto Tomba - Francesco Totti - Steve Waugh - Katarina Witt - Li Xiaopeng - Yang Yang |  |

## Categorías
- Premio Laureus al Mejor Deportista Masculino del Año.
- Premio Laureus a la Mejor Deportista Femenina del Año.
- Premio Laureus al Mejor Equipo del Año.
- Premio Laureus a la Mejor Reaparición del Año.
- Premio Laureus al Deportista Revelación del Año.
- Premio Laureus al Mejor Deportista de Acción del Año.

## Sedes
| Año  | Localización | Sede | |
| ---- | --- | --- | --- |
| 2000 | Mónaco | Sporting Club de Montecarlo | |
| 2001 | Mónaco | Foro Grimaldi | |
| 2002 | Mónaco | Foro Grimaldi | |
| 2003 | Mónaco | Foro Grimaldi | |
| 2004 | Lisboa, Portugal | Centro Cultural de Belém | |
| 2005 | Estoril, Portugal | Casino Estoril | |
| 2006 | Barcelona, España | Parque del Fórum | |
| 2007 | Barcelona, España | Palau Sant Jordi | |
| 2008 | San Petersburgo, Rusia | Teatro Mariinski | |
| 2009 | Ceremonia cancelada por la crisis económica mundial; los premios fueron entregados individualmente a los ganadores en otros eventos entre mayo y junio. | Ceremonia cancelada por la crisis económica mundial; los premios fueron entregados individualmente a los ganadores en otros eventos entre mayo y junio. | Ceremonia cancelada por la crisis económica mundial; los premios fueron entregados individualmente a los ganadores en otros eventos entre mayo y junio. |
| 2010 | Abu Dabi, Emiratos Árabes Unidos | Hotel Emirates Palace | |
| 2011 | Abu Dabi, Emiratos Árabes Unidos | Hotel Emirates Palace | |
| 2012 | Londres, Reino Unido | Methodist Central Hall | |
| 2013 | Río de Janeiro, Brasil | Teatro Municipal de Río de Janeiro | |
| 2014 | Kuala Lumpur, Malasia | Istana Budaya | |
| 2015 | Shanghái, China | Gran Teatro de Shanghái | |
| 2016 | Berlín, Alemania | Torre de Radio de Berlín | |
| 2017 | Mónaco | Sporting Club de Montecarlo | |
| 2018 | Mónaco | Sporting Club de Montecarlo | |
| 2019 | Mónaco | Sporting Club de Montecarlo | |
| 2020 | Berlín, Alemania | Verti Halle | |
| 2021 | Sevilla, España | Online | |
| 2022 | Sevilla, España | Online | |
| 2023 | París, Francia | Pavillon Vendome | |
| 2024 | Madrid, España | Palacio de Cibeles | |
| 2025 | Madrid, España | Palacio de Cibeles | |

## Historial de premiados

### 2025
- Mejor deportista masculino internacional del año:  Armand Duplantis
- Mejor deportista femenina internacional del año:  Simone Biles
- Revelación del año:  Lamine Yamal
- Mejor reaparición internacional del año:  Rebeca Andrade
- Mejor equipo del año:  Real Madrid Club de Fútbol
- Mejor deportista de acción del año:  Thomas Pidcock
- Mejor deportista del año con una discapacidad:  Jiang Yuyan
- Premio especial a la trayectoria de toda una vida:  Kelly Slater
- Premio Laureus Sport for Good:  Kick4Life
- Premio Laureus al icono deportivo:  Rafael Nadal

### 2024
- Mejor deportista masculino internacional del año:  Novak Djokovic
- Mejor deportista femenina internacional del año:  Aitana Bonmatí
- Revelación del año:  Jude Bellingham
- Mejor reaparición internacional del año:  Simone Biles
- Mejor equipo del año:  Selección femenina de fútbol de España
- Mejor deportista de acción del año:  Arisa Trew
- Mejor deportista del año con una discapacidad:  Diede de Groot
- Premio Laureus Sport for Good:  Fundación Rafa Nadal

|                |
| Novak Djokovic |

|                |
| Aitana Bonmatí |

|                 |
| Jude Bellingham |

|                                        |
| Selección femenina de fútbol de España |

|            |
| Arisa Trew |

|                |
| Diede de Groot |

|                      |
| Fundación Rafa Nadal |

### 2023
- Mejor deportista masculino internacional del año:  Lionel Messi
- Mejor deportista femenina internacional del año:  Shelly-Ann Fraser-Pryce
- Revelación del año:  Carlos Alcaraz
- Mejor reaparición internacional del año:  Christian Eriksen
- Mejor equipo del año:  Selección de fútbol de Argentina
- Mejor deportista de acción del año:  Eileen Gu
- Mejor deportista del año con una discapacidad:  Catherine Debrunner
- Premio Laureus Sport for Good:  TeamUp

### 2022
- Mejor deportista masculino internacional del año:  Max Verstappen
- Mejor deportista femenina internacional del año:  Elaine Thompson-Herah
- Revelación del año:  Emma Raducanu
- Mejor reaparición internacional del año:  Sky Brown
- Mejor equipo del año:  Selección de fútbol de Italia
- Mejor deportista de acción del año:  Bethany Shriever
- Mejor deportista del año con una discapacidad:  Marcel Hug
- Premio Especial a la Trayectoria de Toda una Vida:  Tom Brady
- Premio por Logro Excepcional:  Robert Lewandowski
- Premio Laureus Defensor de los Deportistas:  Gerald Asamoah
- Premio Laureus Icono Deportivo:  Valentino Rossi
- Premio Laureus Sport for Good:  Lost Boyz Inc.
- Premio Laureus Sport for Good Society:  Fundación Real Madrid

### 2021
- Mejor deportista masculino internacional del año:  Rafael Nadal
- Mejor deportista femenina internacional del año:  Naomi Osaka
- Revelación del año:  Patrick Mahomes
- Mejor reaparición internacional del año:  Maxence Parrot
- Mejor equipo del año:  Bayern Múnich
- Premio Especial a la Trayectoria de Toda una Vida:  Billie Jean King
- Premio Laureus Sport for Good Award for Sporting Inspiration:  Mohamed Salah
- Premio Laureus Defensor de los Deportistas:  Lewis Hamilton
- Premio Laureus Best Sporting Moment of the Year:  Chris Nikic
- Premio Laureus Sport for Good:  KICKFORMORE

### 2020
- Mejor deportista masculino internacional del año:  Lionel Messi  Lewis Hamilton
- Mejor deportista femenina internacional del año:  Simone Biles
- Revelación del año:  Egan Bernal
- Mejor reaparición internacional del año:  Sophia Flörsch
- Mejor equipo del año:  Selección de rugby de Sudáfrica
- Mejor deportista de acción del año:  Chloe Kim
- Mejor deportista del año con una discapacidad:  Oksana Masters
- Premio Especial a la Trayectoria de Toda una Vida:  Dirk Nowitzki
- Premio por Logro Excepcional:  Federación Española de Baloncesto (FEB)
- Premio Laureus Best Sporting Moment 2000-2020:  Sachin Tendulkar (Selección de críquet de India)
- Premio Laureus Sport for Good:  South Bronx United

### 2019
- Mejor deportista masculino internacional del año:  Novak Djokovic
- Mejor deportista femenina internacional del año:  Simone Biles
- Revelación del año:  Naomi Osaka
- Mejor reaparición internacional del año:  Tiger Woods
- Mejor equipo del año:  Selección de fútbol de Francia
- Mejor deportista de acción del año:  Chloe Kim
- Mejor deportista del año con una discapacidad:  Henrieta Farkašová
- Premio Especial a la Trayectoria de Toda una Vida:  Arsène Wenger
- Premio por Logro Excepcional:  Eliud Kipchoge
- Premio Laureus Sport for Good Award for Sporting Inspiration:  Lindsey Vonn
- Premio Laureus Best Sporting Moment of the Year:  Xia Boyu
- Premio Laureus Sport for Good:  Yuwa-India

### 2018
- Mejor deportista masculino internacional del año:  Roger Federer
- Mejor deportista femenina internacional del año:  Serena Williams
- Revelación del año:  Sergio García
- Mejor reaparición internacional del año:  Roger Federer
- Mejor equipo del año:  Mercedes AMG Petronas F1 Team
- Mejor deportista de acción del año:  Armel Le Cléac'h
- Mejor deportista del año con una discapacidad:  Marcel Hug
- Premio Especial a la Trayectoria de Toda una Vida:  Edwin Moses
- Premio por Logro Excepcional:  Francesco Totti
- Premio Laureus Sport for Good Award for Sporting Inspiration:  J. J. Watt
- Premio Laureus Best Sporting Moment of the Year:  Associaçao Chapecoense de Futebol
- Premio Laureus Sport for Good:  Active Communities Network

### 2017
- Mejor deportista masculino internacional del año:  Usain Bolt
- Mejor deportista femenina internacional del año:  Simone Biles
- Revelación del año:  Nico Rosberg
- Mejor reaparición internacional del año:  Michael Phelps
- Mejor equipo del año:  Chicago Cubs
- Mejor deportista de acción del año:  Rachel Atherton
- Mejor deportista del año con una discapacidad:  Beatrice Vio
- Laureus Sport for Good:  Waves for Change
- Espíritu del deporte:  Leicester City Football Club
- Laureus best sporting moment of the year:  FC Barcelona U12
- Laureus Sporting Inspiration:  Equipo Olímpico de Atletas Refugiados

### 2016
- Mejor deportista masculino internacional del año:  Novak Djokovic
- Mejor deportista femenina internacional del año:  Serena Williams
- Mejor equipo internacional del año:  Selección de rugby de Nueva Zelanda
- Mejor revelación internacional del año:  Jordan Spieth
- Mejor reaparición internacional del año:  Dan Carter
- Mejor acción deportista del año:  Jan Frodeno
- Mejor deportista discapacitado internacional del año:  Daniel Dias
- Premio Sports for Good:  Proyecto ‘Moving the goalposts’
- Premio Espíritu Deportivo:  Johan Cruyff (póstumo)
- Premio de la academia por logro excepcional:  Niki Lauda

### 2015
- Mejor deportista masculino internacional del año:  Novak Djokovic
- Mejor deportista femenina internacional del año:  Serena Williams
- Mejor equipo internacional del año:  Selección de fútbol de Alemania
- Mejor revelación internacional del año:  Daniel Ricciardo
- Mejor reaparición internacional del año:  Schalk Burger
- Mejor acción deportista del año:  Alan Eustace
- Mejor deportista discapacitado internacional del año:  Tatyana McFadden
- Premio Sports for Good:  Skateistan
- Premio Espíritu Deportivo:  Yao Ming
- Premio de la academia por logro excepcional:  Li Na

### 2014
- Mejor deportista masculino internacional del año:  Sebastian Vettel
- Mejor deportista femenina internacional del año:  Missy Franklin
- Mejor equipo internacional del año:  Bayern Múnich
- Mejor revelación internacional del año:  Marc Márquez
- Mejor reaparición internacional del año:  Rafael Nadal
- Mejor deportista discapacitado internacional del año:  Marie Bochet
- Mejor deportista extremo internacional del año:  Jamie Bestwick
- Premio Sports for Good:  Magic Bus
- Premio Espíritu Deportivo:  Selección de críquet de Afganistán

### 2013
- Mejor deportista masculino internacional del año:  Usain Bolt
- Mejor deportista femenina internacional del año:  Jessica Ennis
- Mejor equipo internacional del año:  Equipo Europeo de la Ryder Cup
- Mejor revelación internacional del año:  Andy Murray
- Mejor reaparición internacional del año:  Félix Sánchez
- Mejor deportista discapacitado internacional del año:  Daniel Dias
- Mejor deportista extremo internacional del año:  Felix Baumgartner
- Premio especial a la trayectoria de toda una vida:  Sebastian Coe
- Premio Laureus por Logro Excepcional:  Michael Phelps

### 2012
- Mejor deportista masculino internacional del año:  Novak Djokovic
- Mejor deportista femenina internacional del año:  Vivian Cheruiyot
- Mejor equipo internacional del año:  FC Barcelona
- Mejor revelación internacional del año:  Rory McIlroy
- Mejor reaparición internacional del año:  Darren Clarke
- Mejor deportista discapacitado internacional del año:  Oscar Pistorius
- Mejor deportista extremo internacional del año:  Kelly Slater
- Premio especial a la trayectoria de toda una vida:  Bobby Charlton
- Premio Laureus Sport for Good:  Raí

### 2011
- Mejor deportista masculino internacional del año:   Rafael Nadal
- Mejor deportista femenina internacional del año:  Lindsey Vonn
- Mejor equipo internacional del año:  Selección de fútbol de España
- Mejor revelación internacional del año:  Martin Kaymer
- Mejor reaparición internacional del año:  Valentino Rossi
- Mejor deportista discapacitado internacional del año:  Verena Bentele
- Mejor deportista extremo internacional del año:  Kelly Slater
- Premio especial a la trayectoria de toda una vida:  Zinedine Zidane
- Premio "Sport for Good":  May El-Khalil
- Premio Espíritu Deportivo:  Equipo Europeo de la Ryder Cup

### 2010
- Mejor deportista masculino:  Usain Bolt
- Mejor deportista femenina:  Serena Williams
- Mejor equipo mundial del año:  Brawn GP
- Mejor promesa mundial del año:  Jenson Button
- Mejor reaparición mundial del año:  Kim Clijsters
- Mejor deportista discapacitado mundial del año:  Natalie du Toit
- Mejor deportista de deportes alternativos mundial del año:  Stephanie Gilmore
- Premio especial a la trayectoria de toda una vida:  Nawal El Moutawakel
- Premio Laureus Sport for Good:  Dikembe Mutombo

### 2009
- Mejor deportista masculino:  Usain Bolt[1]
- Mejor deportista femenina:  Yelena Isinbáyeva[1]
- Mejor equipo mundial del año:  Equipo olímpico de China
- Mejor promesa mundial del año:  Rebecca Adlington
- Mejor reaparición mundial del año:  Vitali Klitschko
- Mejor deportista discapacitado mundial del año:  Daniel Dias
- Mejor deportista de deportes alternativos mundial del año:  Kelly Slater

### 2008

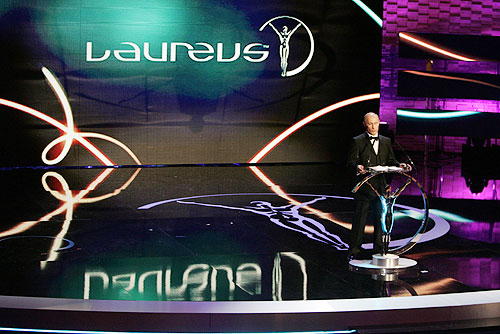
El presidente Vladímir Putin de Premios en San Petersburgo, 2008.

- Mejor deportista (hombre) mundial del año:  Roger Federer
- Mejor deportista (mujer) mundial del año:  Justine Henin
- Mejor equipo mundial del año:  Selección de rugby de Sudáfrica
- Mejor promesa mundial del año:  Lewis Hamilton
- Mejor reaparición mundial del año:  Paula Radcliffe
- Mejor deportista discapacitado mundial del año:  Esther Vergeer
- Mejor deportista de deportes alternativos mundial del año:  Shaun White
- Premio especial a la trayectoria de toda una vida:  Serguéi Bubka
- Premio espíritu deportivo:  Dick Pound
- Premio Fundación Laureus:  Sean Tuohey y  Brendan Tuohey

### 2007
- Mejor deportista (hombre) mundial del año:  Roger Federer
- Mejor deportista (mujer) mundial del año:  Yelena Isinbáyeva
- Mejor equipo mundial del año:  Selección de fútbol de Italia
- Mejor promesa mundial del año:  Amélie Mauresmo
- Mejor reaparición mundial del año:  Serena Williams
- Mejor deportista discapacitado mundial del año:  Martin Braxenthaler
- Mejor deportista de deportes alternativos mundial del año:  Kelly Slater
- Premio especial a la trayectoria de toda una vida:  Franz Beckenbauer
- Premio espíritu deportivo:  FC Barcelona

### 2006
- Mejor deportista (hombre) mundial del año:  Roger Federer
- Mejor deportista (mujer) mundial del año:  Janica Kostelić
- Mejor equipo mundial del año:  Equipo Renault de Fórmula 1
- Mejor promesa mundial del año:  Rafael Nadal
- Mejor reaparición mundial del año:  Martina Hingis
- Mejor deportista discapacitado mundial del año:  Ernst van Dyk
- Mejor deportista de deportes alternativos mundial del año:  Angelo d’Arrigo
- Premio especial a la trayectoria de toda una vida:  Johan Cruyff
- Premio espíritu deportivo :  Valentino Rossi

### 2005
- Mejor deportista (hombre) mundial del año:  Roger Federer
- Mejor deportista (mujer) mundial del año:  Kelly Holmes
- Mejor equipo mundial del año:  Selección de fútbol de Grecia
- Mejor promesa mundial del año:  Liu Xiang
- Mejor reaparición mundial del año:  Alessandro Zanardi
- Mejor deportista discapacitado mundial del año:  Chantal Petitclerc
- Mejor deportista de deportes alternativos mundial del año:  Ellen MacArthur
- Premio Espíritu del deporte:  Boston Red Sox y  Gerry Storey.
- Premio "Sport for Good":  Gerry Storey

### 2004
- Mejor deportista (hombre) mundial del año:  Michael Schumacher
- Mejor deportista (mujer) mundial del año:  Annika Sörenstam
- Mejor equipo mundial del año:  Selección de rugby de Inglaterra
- Mejor promesa mundial del año:  Michelle Wie
- Mejor reaparición mundial del año:  Hermann Maier
- Mejor deportista discapacitado mundial del año:  Earle Connor
- Mejor deportista de deportes alternativos mundial del año:  Layne Beachley
- Premio especial a la trayectoria de toda una vida:  Arne Naess
- Premio "Sport for Good":  Mathare Association y Equipos nacionales de cricket de  India y  Pakistán

### 2003
- Mejor deportista (hombre) mundial del año:  Lance Armstrong
- Mejor deportista (mujer) mundial del año:  Serena Williams
- Mejor equipo mundial del año:  Selección de fútbol de Brasil
- Mejor promesa mundial del año:  Yao Ming
- Mejor reaparición mundial del año:  Ronaldo
- Mejor deportista discapacitado mundial del año:  Michael Milton
- Mejor deportista de deportes alternativos mundial del año:  Dean Potter
- Premio especial a la trayectoria de toda una vida:  Gary Player
- Premio "Sport for Good":  Arnold Schwarzenegger

### 2002
- Mejor deportista (hombre) mundial del año:  Michael Schumacher
- Mejor deportista (mujer) mundial del año:  Jennifer Capriati
- Mejor equipo mundial del año:  Selección nacional masculina de cricket de Australia
- Mejor promesa mundial del año:  Juan Pablo Montoya
- Mejor reaparición mundial del año:  Goran Ivanišević
- Mejor deportista discapacitado mundial del año:  Esther Vergeer
- Mejor deportista de deportes alternativos mundial del año:  Bob Burnquist
- Premio especial a la trayectoria de toda una vida:  Peter Blake
- Premio "Sport for Good":  Peter Blake

### 2001
- Mejor deportista (hombre) mundial del año:  Tiger Woods.
- Mejor deportista (mujer) mundial del año:  Cathy Freeman.
- Mejor equipo mundial del año:  Selección de fútbol de Francia.
- Mejor promesa mundial del año:  Marat Safin.
- Mejor reaparición mundial del año:  Jennifer Capriati.
- Mejor deportista discapacitado mundial del año:  Vinny Lauwers.
- Mejor deportista de deportes alternativos mundial del año:  Mike Horn.
- Premio especial a la trayectoria de toda una vida:  Steve Redgrave.
- Premio "Sport for Good":  Kip Keino.

### 2000
- Mejor deportista (hombre) mundial del año:  Tiger Woods.
- Mejor deportista (mujer) mundial del año:  Marion Jones.
- Mejor equipo mundial del año:  Manchester United.
- Mejor promesa mundial del año:  Sergio García.
- Mejor reaparición mundial del año:  Lance Armstrong.
- Mejor deportista discapacitado mundial del año:  Louise Sauvage.
- Mejor deportista de deportes alternativos mundial del año:  Shaun Palmer.
- Premio especial a la trayectoria de toda una vida:  Pelé.
- Premio "Sport for Good":  Eunice Kennedy Shriver.